# 22 septembre 1986
Le lundi 22 septembre 1986 est le 265e jour de l'année 1986.

## Naissances
- Arcenio León, joueur de baseball vénézuélien
- Chris Campbell, joueur de football américain
- Chris Schwinden, joueur de baseball américain
- Itte Detenamo, haltérophile nauruan
- Jocelyne Mavoungou, handballeuse internationale congolaise
- Leonardo Rodrigues Pereira, joueur de football brésilien
- Manon André, joueuse de rugby française
- Sandrina Illes, triathlète et duathlète autrichienne
- Tessa Parkinson, skipper australienne
- Valeriy Sokolov, violoniste ukrainien
- Will Sharpe, acteur britannique
- Yassine Chikhaoui, joueur tunisien de football

## Décès
- Abdel-Kader Zaaf (né le 27 janvier 1917), cycliste français
- Erik Svensson (né le 10 septembre 1903), athlète suédois spécialiste du triple saut
- József Asbóth (né le 18 septembre 1917), joueur de tennis hongrois

## Événements
- Début de la série télévisée Alf
- Fin de la bataille de Ryesgade
- Sortie de l'album Constrictor d'Alice Cooper
- Début de la série télévisée Denis la Malice
- Création du parc national de Prielbroussié
- Sortie de la chanson Suburbia des Pet Shop Boys
- Fin de la conférence sur le désarmement en Europe de Stockholm, accord entre les 35 pays.